# James Thomas (calciatore)
James Thomas (Swansea, 16 gennaio 1979) è un ex calciatore gallese, di ruolo attaccante.
È il primatista di presenze del Galles under 21.
Nel 2009 divenne un giocatore della squadra australiana del Dandenong Thunder, ma un infortunio al ginocchio lo costrinse al ritiro. Ritornato in Galles, è diventato un autista di ambulanze.